# Filadelf al Bizanțului
Filadelf al Bizanțului (în greacă Φιλάδελφος, transliterat: Filadelfos; n. secolul al II-lea d.Hr. – d. 217 d.Hr.) a fost episcop al Bizanțului, slujind pentru șase ani, între 211 și 217, concomitent cu domnia împăratului Caracalla.
L-a urmat pe Marcu și va fi urmat de Chiriac I.